# Sant’Agnese (Venedig)

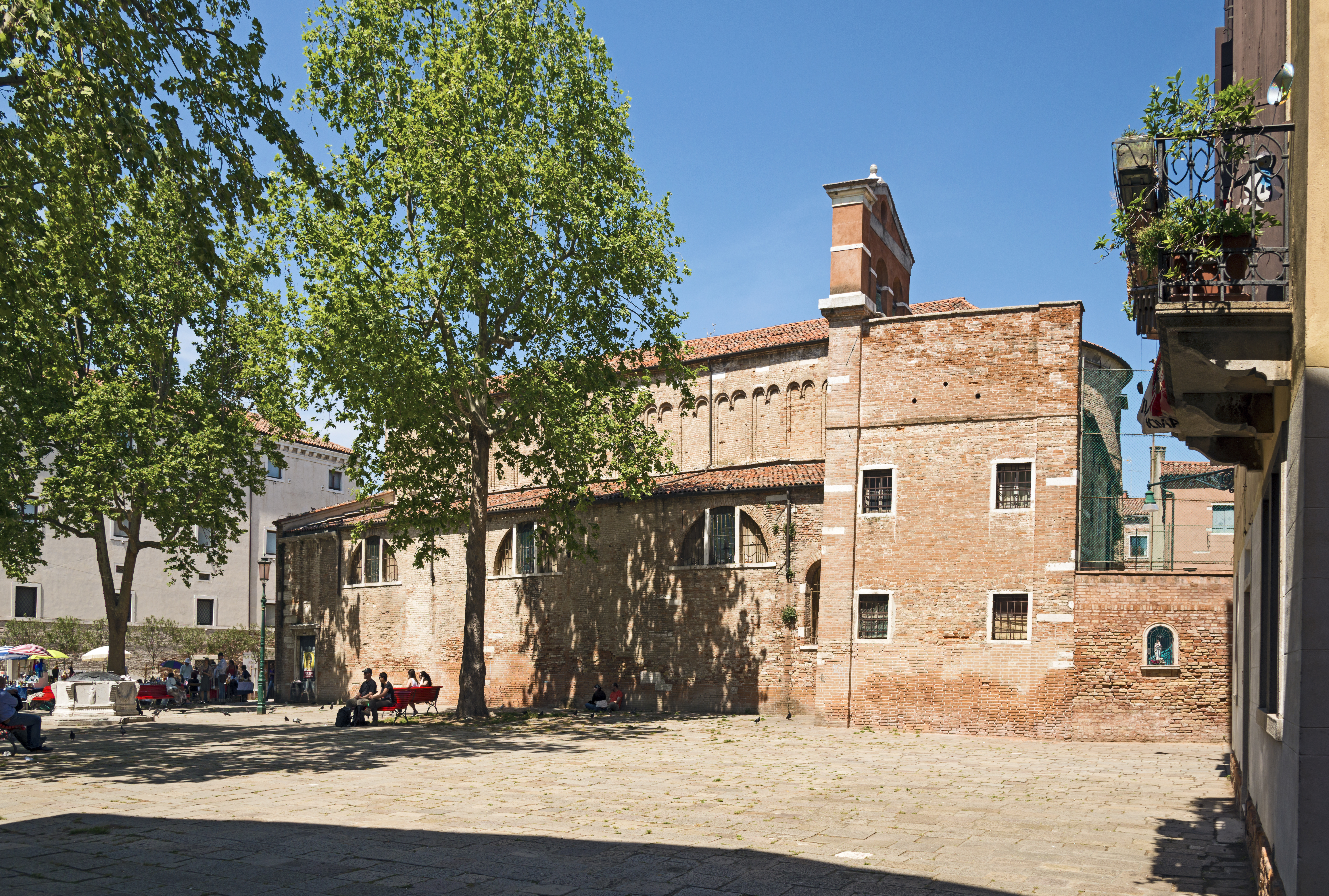
Die Kirche vom namensgebenden Platz aus gesehen

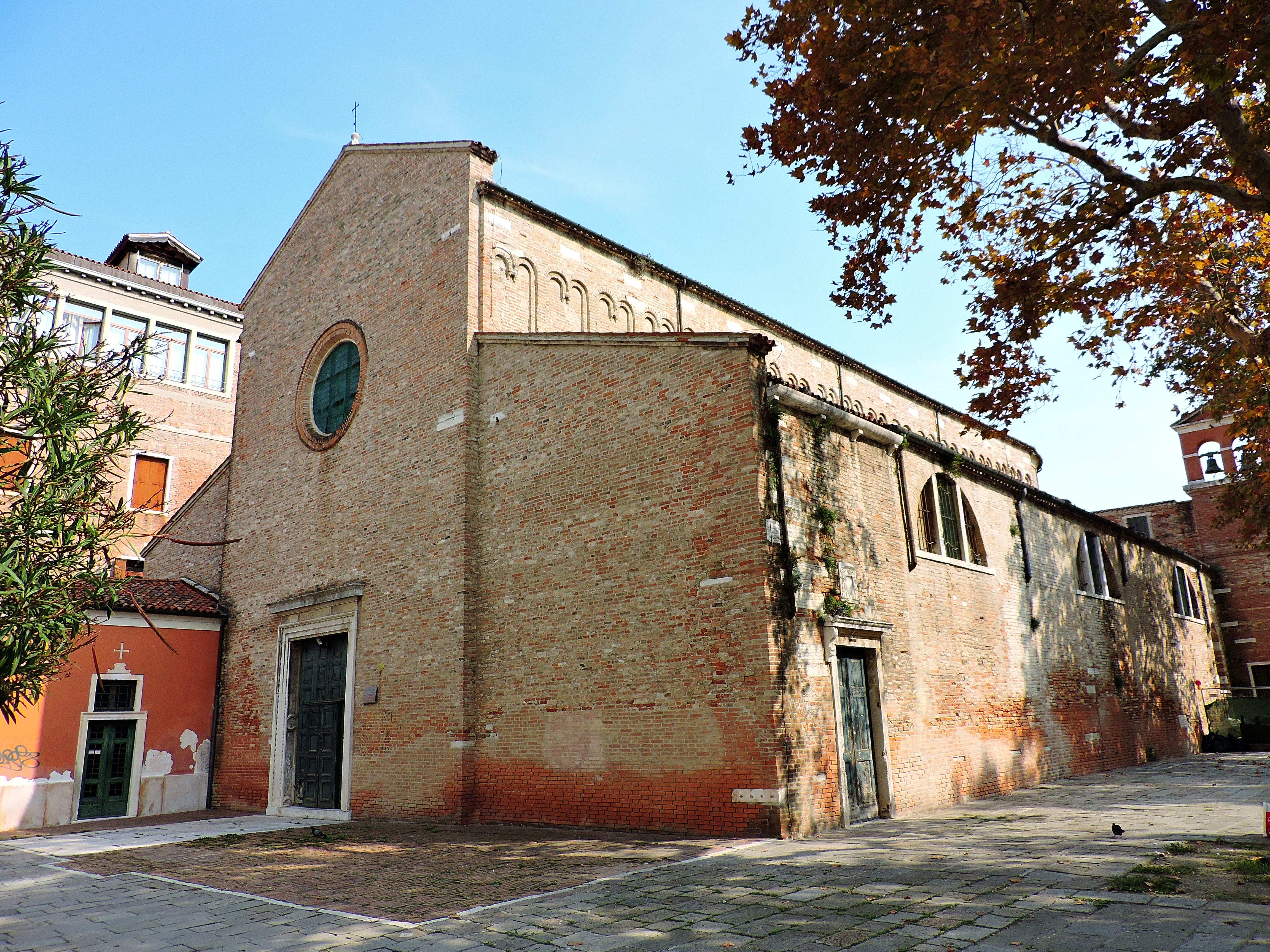
Haupteingang und Seitenschiff

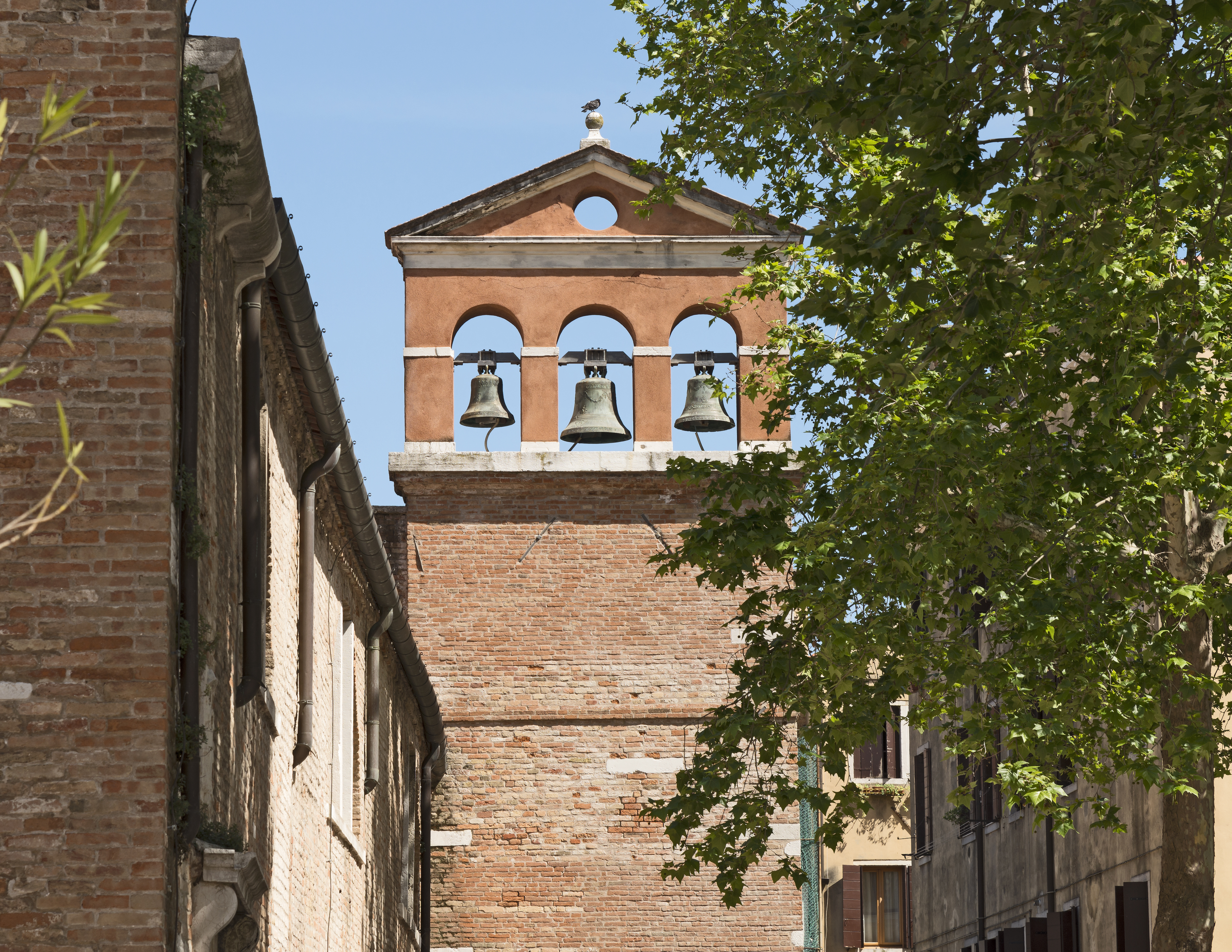
Der markante Glockenturm

Sant’Agnese ist eine Kirche im venezianischen Sestiere Dorsoduro unweit der Jesuatenkirche. Die mindestens bis ins 11. Jahrhundert zurückreichende Kirche befindet sich am Campo Sant‘Agnese. Sie ist der Heiligen Agnes von Rom geweiht.

## Geschichte und Ausstattung
Wie bei vielen Kirchen in Venedig entzieht sich die früheste Zeit der Gemeinde historischer Kenntnis. Im 16. Jahrhundert behauptete Francesco Sansovino, sie gehe auf eine Familie Mellini zurück, nach anderen auf die Molina. Ob sie in das 10. Jahrhundert zurückreicht, bleibt unklar, erstmals ist sie 1081 in den Quellen fassbar. In diesem Jahr wird ein Pfarrer namens Pietro genannt. Beim großen Stadtbrand von 1105 wurde das Bauwerk zerstört. Über die nachfolgenden Umbauten ist nichts bekannt.
Am 15. Juni 1321 wurde die Kirche erneut in Anwesenheit von drei Bischöfen geweiht. Diese waren Giovanni Zane von Caorle (1308–1331), Giovanni Magno von Equilio (1306 – 12. September 1321) und Ottonello von Chioggia (1314–1322). 1617 erhielt die Gemeinde eine Reihe von Reliquien der heiligen Agnes aus Rom. Auch wurde die Kirche mit einer Reihe von Kunstwerken ausgeschmückt und umgebaut. Auf Initiative eines Lodovico Brozzoni gehen die Verschönerungen der Zeit um 1670 zurück, das Atrium wurde von Salvator Bertella 1733 restauriert.
Zu den Gemälden gehört ein Sposalizio della Vergine von Pietro Malombra (1556–1618), ein Christus vor Pilatus von Odoardo Fialetti (1573–1637/38). Von Antonio Vassilacchi (Aliense genannt) stammen die Gemälde Manna nel deserto und Aqua che scaturisce, Alessandro Varotari trug das Gemälde San Jacopo bei. Von Maffeo Verona (1574–1618) stammt eine Reihe von Werken, darunter Sant’Agnese sulle nubi und l’Annunziata. In der Kirche befanden sich laut Emmanuele Antonio Cicogna die Grabmäler des spanischen Gesandten bei der Republik Venedig Isidoro Casado de Azevedo (1663–1733, Gesandter in Venedig von 1728 bis 1733) und des Erzbischofs von Korfu Giannantonio Foscarini (1688–1739, Erzbischof als Ioannes Antonius Foscarini ab 1732).

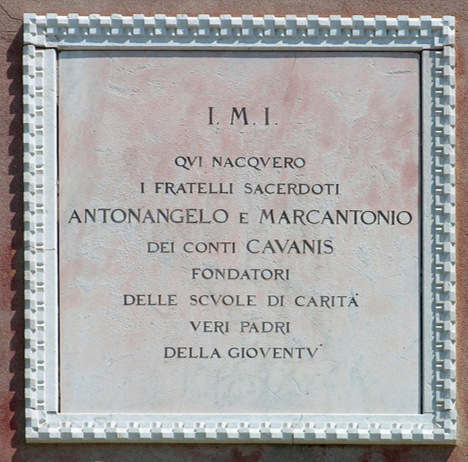
Gedenktafel am Geburtshaus der Brüder Cavanis, Zattere ai Gesuati, 921

Auf Anordnung Napoleons wurde die Kirche 1810 geschlossen, der Jesuatenkirche unterstellt, und von da an als Lager benutzt. Am 3. Mai 1839 wurde die Kirche versteigert. Für 7150 Lire erwarb sie Francesco Charmet, der sie Antonangelo und Marcantonio dei Conti Cavanis überließ. Nach einer langwierigen Restaurierungsphase wurde am 13. August 1854 wieder ein Gottesdienst gefeiert.
1939 wurde die Kirche weitgehend ihrer Kunstwerke beraubt. Dem benachbarten Cavanis-Konvent (Congregazione delle scuole di carità) und der zugehörigen Schule dient sie heute als Privatkapelle.